# 鳳山溪
鳳山溪位於台灣北部，屬於中央管河川，總長約45.45公里，流域經過新竹縣及桃園市，包括有新竹縣尖石鄉、關西鎮、新埔鎮、橫山鄉、湖口鄉、竹北市及桃園市龍潭區，是新竹縣僅次於頭前溪的重要河流，流域面積約250.10平方公里。
鳳山溪發源自新竹縣關西鎮、尖石鄉與桃園市復興區交界處的外鳥嘴山西側，於崁子腳附近與南邊之頭前溪匯合注入台灣海峽。

## 水系主要河川
- 鳳山溪
  - 太平窩溪：新竹縣新埔鎮
    - 燒炭窩溪：

  - 霄裡溪：新竹縣新埔鎮、關西鎮、桃園市龍潭區
    - 汶水河：新竹縣新埔鎮

  - 旱坑溪：新竹縣新埔鎮、關西鎮
    - 焿寮坑溪：新竹縣新埔鎮、關西鎮

  - 下橫坑溪：新竹縣關西鎮
  - 水坑溪：新竹縣關西鎮
  - 高橋坑溪：新竹縣關西鎮
  - 深坑仔溪：新竹縣關西鎮
  - 牛欄河：新竹縣關西鎮、桃園市龍潭區
    - 拱子溝溪：新竹縣關西鎮
    - 粗坑溪：新竹縣關西鎮

  - 四寮溪：新竹縣關西鎮
    - 三墩溪(三屯圳)：新竹縣關西鎮
    - 十寮溪：新竹縣關西鎮

  - 新城溪：新竹縣關西鎮、橫山鄉
    - 老社寮溪：新竹縣關西鎮

  - 馬武督溪(錦山溪)：新竹縣關西鎮
    - 樹橋窩溪
    - 曲窩溪

## 主要橋樑
以下由河口至源頭列出主流上之主要橋樑：

### 鳳山溪河段
- 竹港大橋（省道台15線）
- 鳳岡大橋（鄉道竹73線）
- 鳳山溪橋（省道台1線）
- 鳳山溪橋（台鐵縱貫線）
- 大鳳山溪橋[2]（國道1號）
- 義民橋（鄉道竹14線）
- 褒忠大橋（縣道117號）
- 鳳山溪橋（台灣高鐵）
- 新埔大橋（縣道118號）
- 寶石橋（縣道115號）
- 雲埔橋
- 坪林大橋（鄉道竹25線）
- 鳳山溪橋（國道3號）
- 長壽橋（鄉道竹16線）
- 南山大橋
- 渡船頭橋（鄉道竹25線）
- 南華橋（省道台3線）

### 錦山溪河段
- 東光橋（鄉道竹30線）
- 八股橋
- 十股橋
- 湳湖橋（縣道118號）
- 喜美橋（縣道118號）
- 錦山一號橋（縣道118號）
- 錦山橋（縣道118號）
- 錦山三號橋（縣道118號）
- 壽桃橋（阿化窩道路）
- 錦山四號橋（縣道118號）

### 馬武督溪河段
- 錦山大橋
- 竹林橋(鄉道竹29線)
- 六曲一號橋(鄉道竹29線)
- 無名橋
- 錦發橋（縣道118號）
- 東明橋
- 無名橋

## 外部連結
- 經濟部水利署水利櫥窗：讓我們看河去(重要河川)--鳳山溪

1. 1 2  .   [2016-06-15]. （原始内容存档于2016-08-11）.
2. ↑  國道1號「大鳳山溪橋」橋名牌（Google地圖街景）